# Andreas Rudman
Andreas Rudman, född 3 november 1668 i Gävle, död 17 september 1708 i Philadelphia, var en svenskamerikansk präst.
Anders Rudman var son till guldsmeden Johan Augustini Rudolph samt bror till guldsmederna Augustinus och Johan Rudman. Han gick i skola i Gävle, inskrevs som student vid Uppsala universitet 1686, prästvigdes där 1695 och blev magister 1697. Han hade då redan 1696 lämnat Sverige för att bli präst i före detta kolonin Nya Sverige. Efter en stormig överresa, skildrad i intressanta dagboksanteckningar, tillträdde han 1697 befattningen som föreståndare för Wicaco församling i Philadelphia, där han blev mycket uppskattad av emigranterna och med stor plikttrohet ägnade sig åt sitt ämbete. Under Rudmans ledning ombyggdes församlingens kyrka, Gloria Dei-kyrkan, som ännu finns kvar, nu belägen inom Philadelphias stadsgräns. Genom överansträngning blev han dock snart sjuklig och avgick 1702 för att återvända till Sverige. Så skedde dock inte, utan han tjänstgjorde en tid vid en holländsk församling i New York och flyttade sedan åter till Philadelphia. Han erhöll 1704 av Karl XII titeln superintendent över kyrkoväsendet vid de svenska församlingarna i Amerika. Rudman är en känd som den första svenska psalmdiktaren i USA. Han utgav ett par numera mycket sällsynta små dikthäften Twenne andelige wisor... (troligen tryckt 1700) och Naogra andeliga wisor (tryckt utan årtal), där han gav uttryck för sin innerliga, av Johann Arndt påverkade tro. Rudmans dagbok från överresan till USA offentliggjordes i German American Annals 1906. Manuskriptet förvaras i Yales universitetsbibliotek.